# Eurychoria oenoptila
Eurychoria oenoptila är en fjärilsart som beskrevs av Louis Beethoven Prout 1916. Eurychoria oenoptila ingår i släktet Eurychoria och familjen mätare. Inga underarter finns listade i Catalogue of Life.